# Fernando de Mallorca
Fernando de Mallorca (en catalán: Ferran de Mallorca; 1278-5 de julio de 1316). Infante de Mallorca e hijo del rey Jaime II de Mallorca y de la reina Esclaramunda de Foix.
Fue vizconde de Aumelas y señor de Frontignan.

## Biografía
Fue el tercer hijo del rey Jaime II de Mallorca, y fue enviado por Federico II de Sicilia para tomar el mando de la Compañía Catalana en nombre de Federico, pero fue rechazado por Bernat de Rocafort, uno de sus líderes. A su regreso con el cronista Ramón Muntaner, fue capturado por los venecianos en Negroponte. Fue puesto en libertad en 1310, cuando se destacó en el sitio de Almería por matar al hijo del rey de Guadix.
En 1313, regresó a Sicilia para participar en la guerra y luego, de la mano con los angevinos, fue hecho Señor de Catania. Margarita de Villehardouin estaba entonces en Sicilia, tratando de avanzar en su reclamó al Principado de Acaya. Dio a su hija Isabel de Sabran a Fernando en matrimonio y lego Matagrifón y su reclamación en Acaya a la pareja, que se casó en Mesina. Margarita murió en marzo de 1315 en su castillo de Akova en Morea, y su hija el 7 de mayo de 1315 en Catania, poco después de tener un hijo, Jaime III de Mallorca.
Poco después de su muerte, Fernando partió con una pequeña compañía para Morea con esta pretensión. Tomó Clarenza en junio de 1315 y tuvo brevemente el control de Morea. En el otoño de 1315 tomó a su segunda esposa, Isabel de Ibelín, hija del senescal de Chipre. Sin embargo, su rival reclamante Matilde de Henao, y su esposo Luis de Borgoña regresaron a Morea en la primavera de 1316 con la ayuda de Venecia. La esperada ayuda de Fernando de Mallorca y Sicilia fue tardía, al igual que los de la Compañía Catalana de Atenas, frente a la superioridad numérica,
Murió en la batalla de Manolada, librada el 5 de julio de 1316, debido a la superioridad numérica de sus enemigos. Y como presunto heredero del trono de Mallorca le sucedió su hijo mayor, Jaime, y como vizconde de Aumelas su hijo póstumo, Fernando.

## Sepultura
Su cadáver fue trasladado desde el Peloponeso a Perpiñán, como señaló el padre Juan de Mariana, y recibió sepultura en el convento de Santo Domingo de Perpiñán. Y en la capilla mayor del mismo convento, y cerca de su tumba, también estaba enterrada su hermana, Isabel de Mallorca, que murió en 1301 y había estado casada con el célebre magnate y escritor Don Juan Manuel, nieto del rey Fernando III de Castilla.